# 2018 AG37
FarFarOut
Ne doit pas être confondu avec le transneptunien Farout (2018 VG18)
2018 AG37, surnommé FarFarOut, est un objet transneptunien situé à environ 140 unités astronomiques (21 milliards de kilomètres) du Soleil. Il a été observé sur des images prises en janvier 2018 par les astronomes Scott S. Sheppard, David J. Tholen et Chadwick Trujillo dans le cadre de la recherche de l'hypothétique Planète Neuf sur seulement deux photos prises à 2 jours intervalle ; l'analyse, donc la découverte, a été effectuée en février 2019. L'annonce est faite le 21 février 2019, il s'agit alors de l'objet du système solaire le plus lointain jamais observé, dépassant 2018 VG18 découvert par les mêmes astronomes quelque temps plus tôt. Ils l'ont à ce titre surnommé « FarFarOut » (« très lointain » en anglais), 2018 VG18 ayant été surnommé « Farout » (« lointain ») lors de l'annonce de sa découverte. 

La perception de l'objet est à la limite de la technologie actuelle, il faudra du temps pour collecter les informations nécessaires pour en savoir plus. L'officialisation de la découverte a lieu le 10 février 2021, après de nouvelles observations l'année précédente.

## Distance
En 2019, la distance de l’objet au soleil est estimée à environ 140 ua (21 milliards de kilomètres) du Soleil, mais avec un arc d'observation très court ; les incertitudes sur cette distance estimée n'ont pas été publiées. C'est la planète mineure actuellement connue la plus éloignée du centre du système solaire.

Toutefois, beaucoup de comètes quasi paraboliques sont beaucoup plus éloignées du Soleil. La comète de César (C/-43 K1) serait à plus de 800 ua (120 milliards de kilomètres) du Soleil ; la comète Donati (C/1858 L1) à 145 ua (22 milliards de kilomètres) du Soleil. À titre de comparaison, la sonde Voyager 1 est à 145 ua et Voyager 2 à 120 ua.

## Désignations et nom
Le Centre des planètes mineures a officiellement attribué la désignation provisoire 2018 AG37 à cet objet le 10 février 2021.